# Имплювий

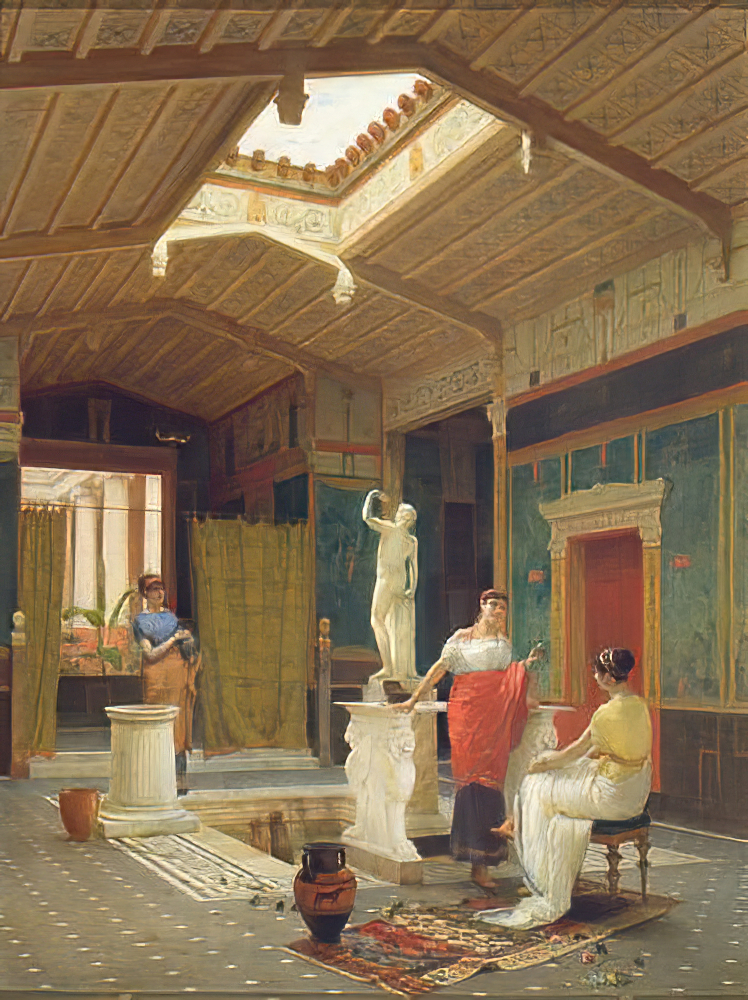
Л. Баццани. Интерьер дома в Помпеях. 1882. Музей искусств Дахеш, Нью-Йорк

Имплювий (также имплувий или имплювиум, лат. impluvium от in — «в» + pluvia — «дождь», букв. «водосбор») — бассейн в средиземноморском доме. Внутренний водоём возник впервые в древнеиталийском и древнеримском жилище: домусе, затем стал широко использоваться в древнеримской архитектуре, когда в условиях засушливого климата в целях экономии воды древний очаг на дне атриума был убран, и на его месте появился четырёхугольный неглубокий бассейн-имплювий. Дождевая вода стекала в него по четырёхскатному черепичному проёму в крыше под названием комплювий (лат. compluvium). 
Глубина имплювия была небольшой — около 30 см. Поначалу его воды использовались для хозяйственных нужд, затем в роскошных виллах римской знати имплювии были углублены и превратились в настоящие бассейны, известные нам сегодня по раскопкам древних Геркуланума и Помпей. Дождевая вода считалась мягкой для тела. 
В древних, так называемых тосканских атриях, комплювий и имплювий были малы, в более поздних домах устраивали роскошный, так называемый коринфский атриум, более походивший на внутренний двор, окружённый крытым портиком, чем на комнату. В таких домах имплювий принимал значительные размеры, снабжался желобами для стока воды, его украшали деревьями и статуями и превращали таким образом в маленький сад. 
Углубления, напоминающие имплювий, были найдены и у южноамериканских индейцев, которые таким образом, видимо, также запасали воду.